# Ondřej Dostál
Ondřej Dostál (ur. 25 stycznia 1979 w Chomutovie) – czeski prawnik, nauczyciel akademicki i polityk, deputowany do Parlamentu Europejskiego X kadencji.

## Życiorys
Absolwent prawa na Uniwersytecie Karola w Pradze. Kształcił się także na Uniwersytecie w Salzburgu. Ukończył również prawo medyczne na Saint Louis University, na którym studiował w ramach Programu Fulbrighta. Zajął się pracą w zawodzie prawnika, specjalizując się w prawie dotyczącym ochrony zdrowia. Pracował m.in. w czeskim oddziale PwC. Został też wykładowcą akademickim na Uniwersytecie Karola. Członek World Association for Medical Law.
Działał w Czeskiej Partii Piratów. W wyborach europejskich w 2024 kandydował z drugiego miejsca na liście koalicji Stačilo! (skupionej wokół Komunistycznej Partii Czech i Moraw). Był bezpartyjnym przedstawicielem współtworzącego to porozumienie ugrupowania SD-SN. W wyniku głosowania uzyskał mandat posła do PE X kadencji. W tym samym roku wybrano go też na radnego kraju pilzneńskiego.